# Mato-Grosso-Feldzug
1. Phase: Paraguays Offensiven gegen Brasilien und Argentinien (1864–1865)

Mato-Grosso-Feldzug – Corrientes – Riachuelo – Yatay – Uruguayana
2. Phase: Alliierte Gegenoffensive und Stellungskrieg vor Humaitá (1866–1867)

Itapirú – Estero Bellaco – Tuyutí I – Yataytí Corá – Boquerón – Sauce – Curuzú – Curupaytí
3. Phase: Wiederaufnahme der alliierten Offensive und Eroberung des Kernlandes Paraguays (1867–1868)

Tuyutí II – Humaitá – Ytororó – Avahy – Itá Ivaté
4. Phase: Schlussoffensive der Alliierten und totale Niederlage Paraguays (1869–1870)

Piribebuy – Acosta Ñu – Cerro Corá
Der Mato-Grosso-Feldzug (spanisch Campaña del Mato Grosso) ist Teil des Tripel-Allianz-Krieges und war ein früher Vorstoß der paraguayischen Truppen auf brasilianische Gebiete. Das Gebiet des heutigen Bundesstaates Mato Grosso wurde von Paraguay fast für die gesamte Dauer des Krieges besetzt.

## Paraguays Offensive
Paraguay ergriff in der Frühphase des Krieges die Initiative und griff das brasilianische Gebiet Mato Grosso am 14. Dezember 1864:25 vom Norden aus an. Das Gebiet des heutigen Bundesstaates Rio Grande do Sul wurde im Frühjahr 1865 besetzt, ebenso wie die argentinische Provinz Corrientes.

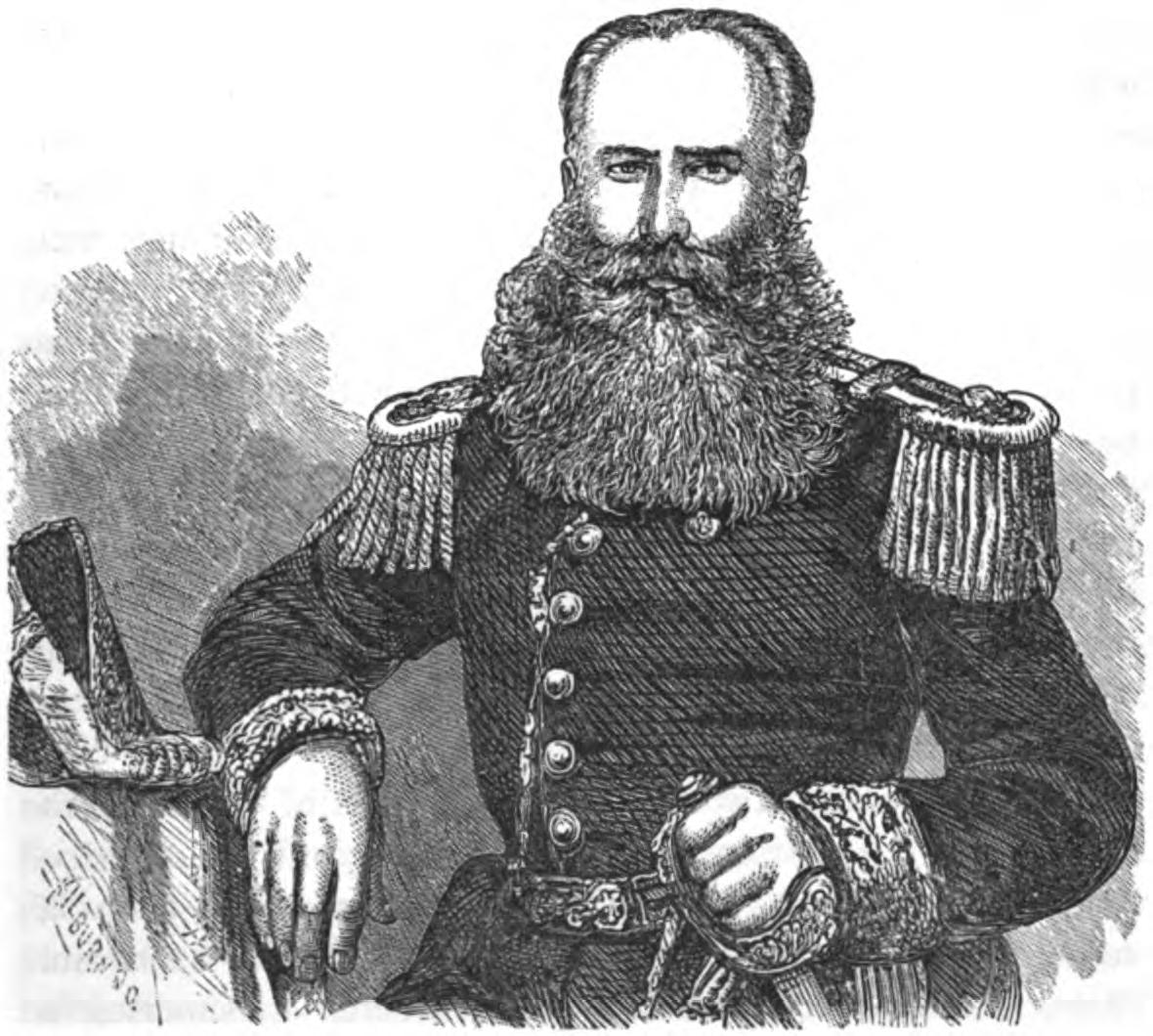
Vicente Barrios.

Zwei paraguayische Truppenverbände drangen unabhängig voneinander in Mato Grosso ein. Eine Expedition mit 3248 Männern unter dem Kommando von Colonel Vicente Barrios erreichte per Schiff über den Río Paraguay, unter dem Kommando von Capitan de Fragata Pedro Ignacio Meza, die Stadt Concepción.:25 Diese attackierten das Fort Nova Coimbra am 27. Dezember.:26 Die 154 Mann starke Garnison unter Leutnant Hermenegildo de Albuquerque Porto Carrero konnte sich drei Tage halten. Als ihre Munition erschöpft war, gaben sie schließlich das Fort auf und zogen sich über den Fluss Corumbá auf das Kanonenboot Anhambaí zurück.:26 Nachdem die Truppen aus Paraguay das Fort einnehmen konnten, marschierten sie in Richtung Norden und eroberten ebenfalls die Städte Albuquerque, Tage und Corumbá im Januar 1865.:26 Kurz darauf sendete man Truppen zum militärischen Außenposten von Dourados. Dieser Angriff wurde von Major Martín Urbieta geführt. Die Truppen stießen am 29. Dezember 1864 auf Gegenwehr, wobei der brasilianische Leutnant Antonio João Ribeiro und 16 seiner Soldaten getötet wurden. Die paraguayischen Truppen stießen daraufhin bis nach Nioaque und Miranda vor, wo sie die Truppen des Colonel José Dias da Silva schlugen. Coxim fiel schließlich im April 1865 an sie. Eine zweite paraguayische Offensive mit 4650 Mann unter Colonel Francisco Isidoro Resquín drang ebenfalls in Mato Grosso ein.:26
In strategischer Hinsicht war der Mato-Grosso-Feldzug kaum von Nutzen für Paraguay, er brachte dem Land allerdings bedeutende Mengen an Waffen und Munition sowie zehntausende Stück Vieh und sonstige Beute ein, welche eine wertvolle Ergänzung seiner nur beschränkten Ressourcen darstellten. Dafür, dass vonseiten Paraguays eher an einen groß angelegten Raid und nicht an eine Eroberung des Mato Grosso gedacht war, spricht auch der Umstand, dass seine Truppen trotz ihrer Siege am Beginn des Feldzuges nicht nach Cuiabá, der Hauptstadt der Provinz, marschierten, wo Augusto Leverger bereits das Fort Melgaço befestigt hatte, um die Stadt zu schützen.

## Brasilianische Gegenoffensive
Brasilien sendete daraufhin eine Expedition, um die paraguayischen Truppen in Mato Grosso zu bekämpfen. 2780 Männer, angeführt von Colonel Manuel Pedro Drago, verließen Uberaba in Minas Gerais im April 1865 und überquerten den Río Apa in Richtung Paraguay im April 1867. Im Januar 1867 erhielt Colonel Carlos de Morais Camisão das Kommando, nachdem Drago starb. Die Truppenstärke zu dieser Zeit betrug 1907 Soldaten.:69
Der Präsident Paraguays, Francisco Solano López sendete das 21. Kavallerie-Regiment nach Concepcion, um die Kavallerie unter Major Martin Urbieta zu verstärken. Trotz des Sieges in der Schlacht von Baiende war Colonel Camisão gezwungen, von seinem Posten zurückzutreten. Die Versorgungslage der Truppen war äußerst schlecht und die Anzahl reduzierte sich auf 578 Mann.:69
Camisão starb auf dem Weg nach Canuto, seine Truppen erreichten die Stadt aber dennoch am 11. Juni.:70